# Periophthalmus

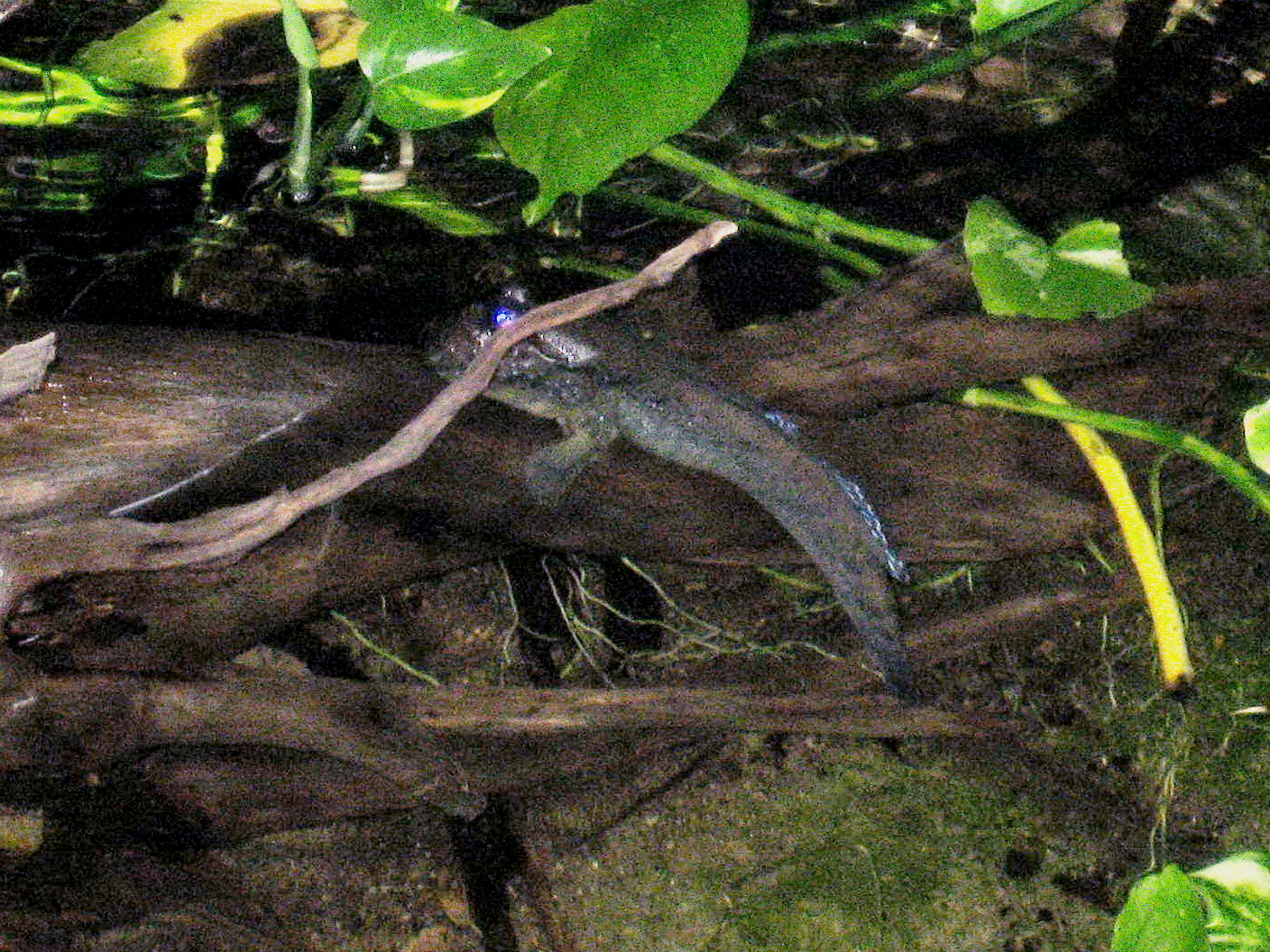
Periophthalmus barbarus

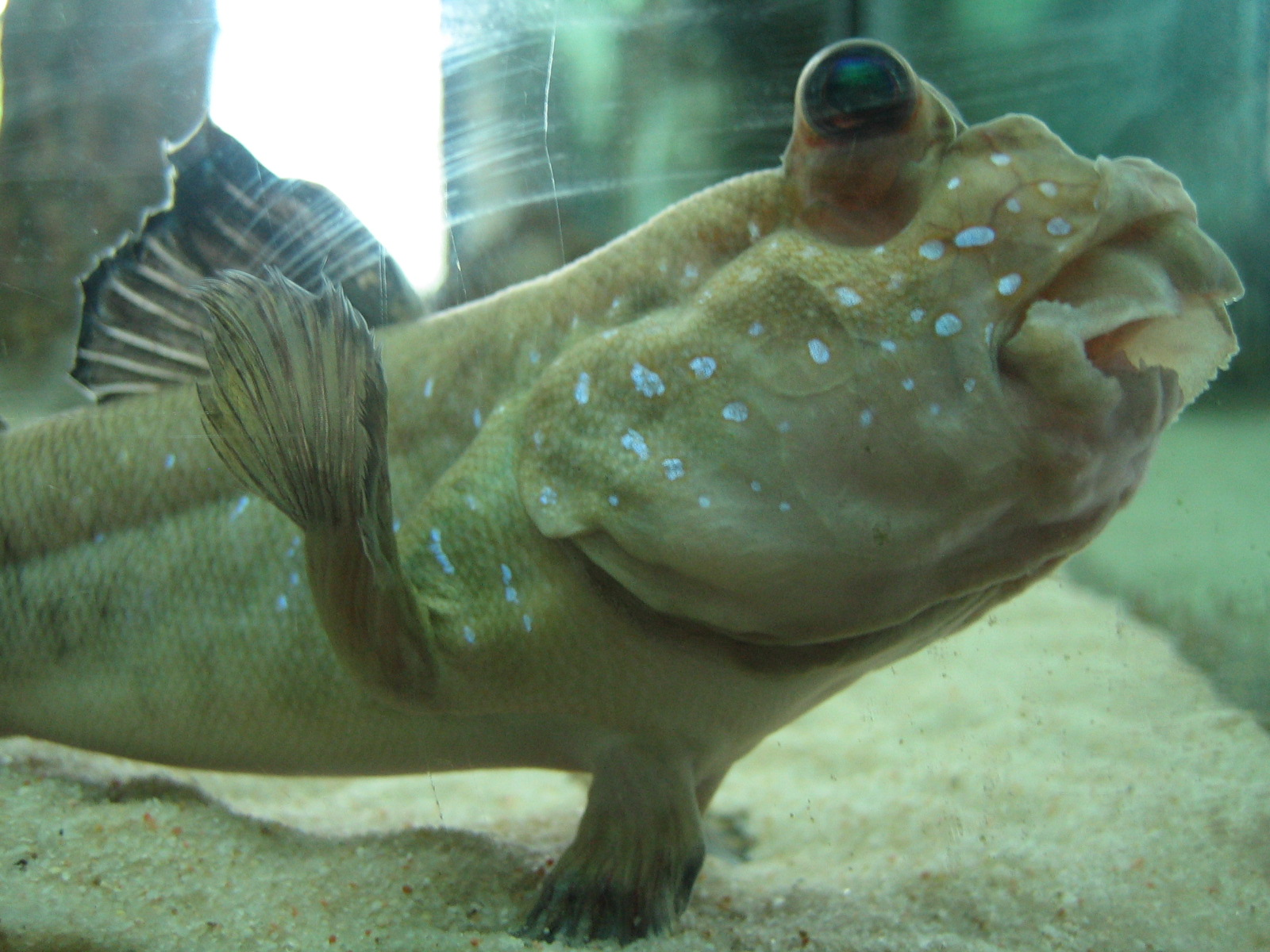
Periophthalmus sp.

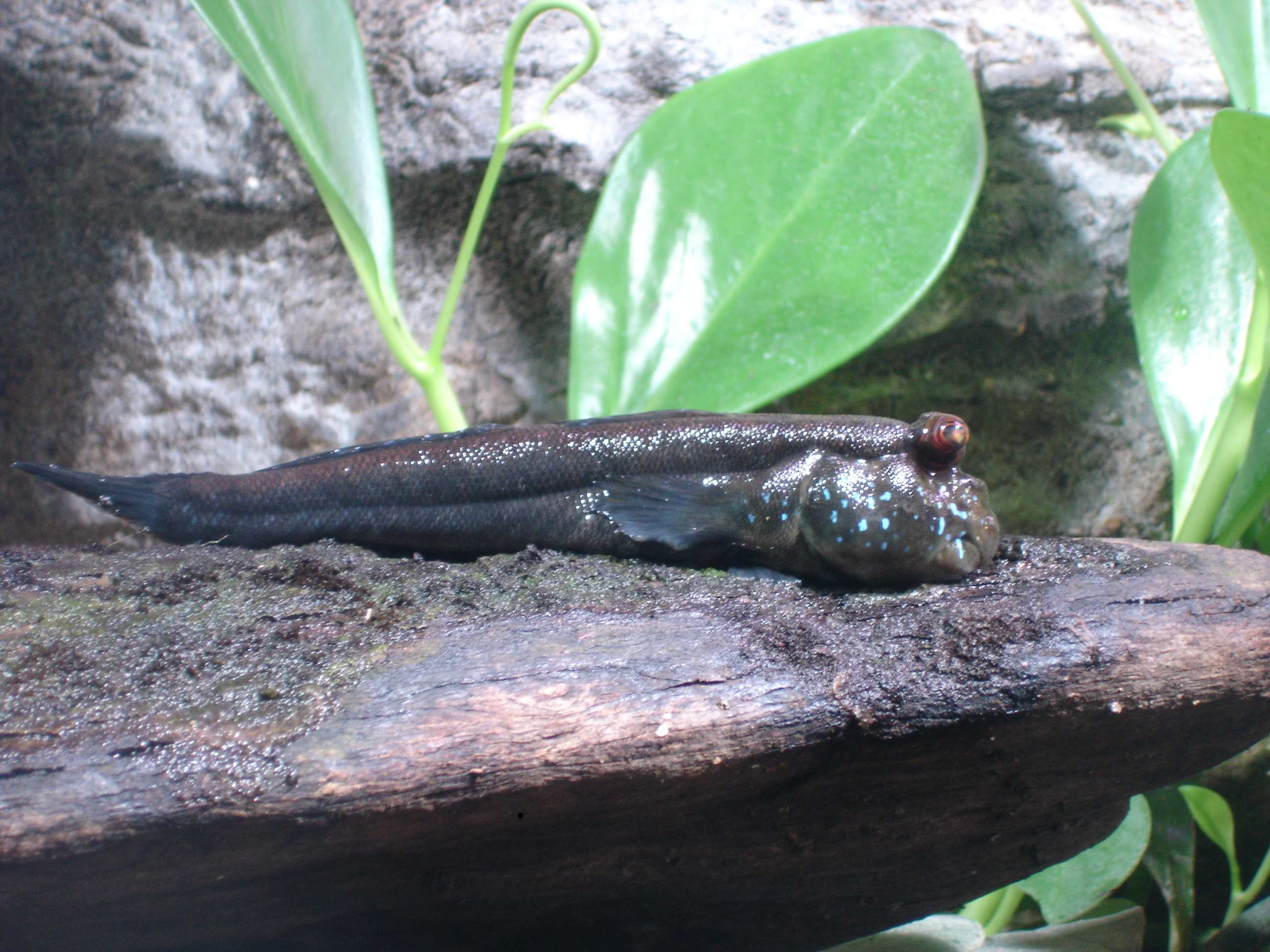
Periophthalmus sp.

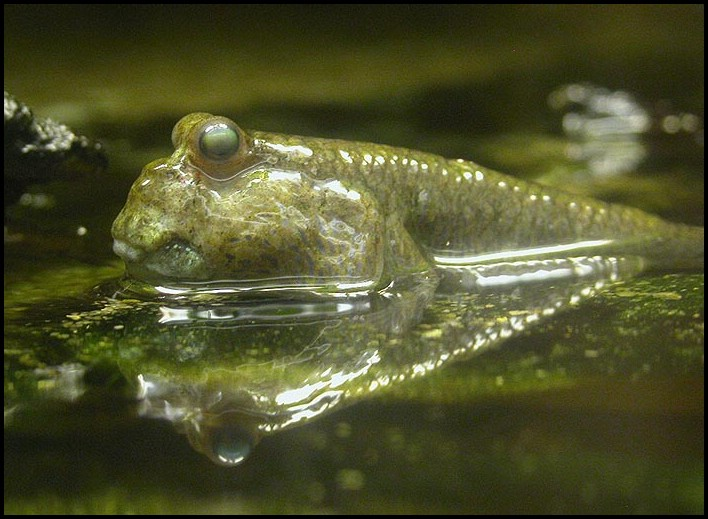
Periophthalmus sp.

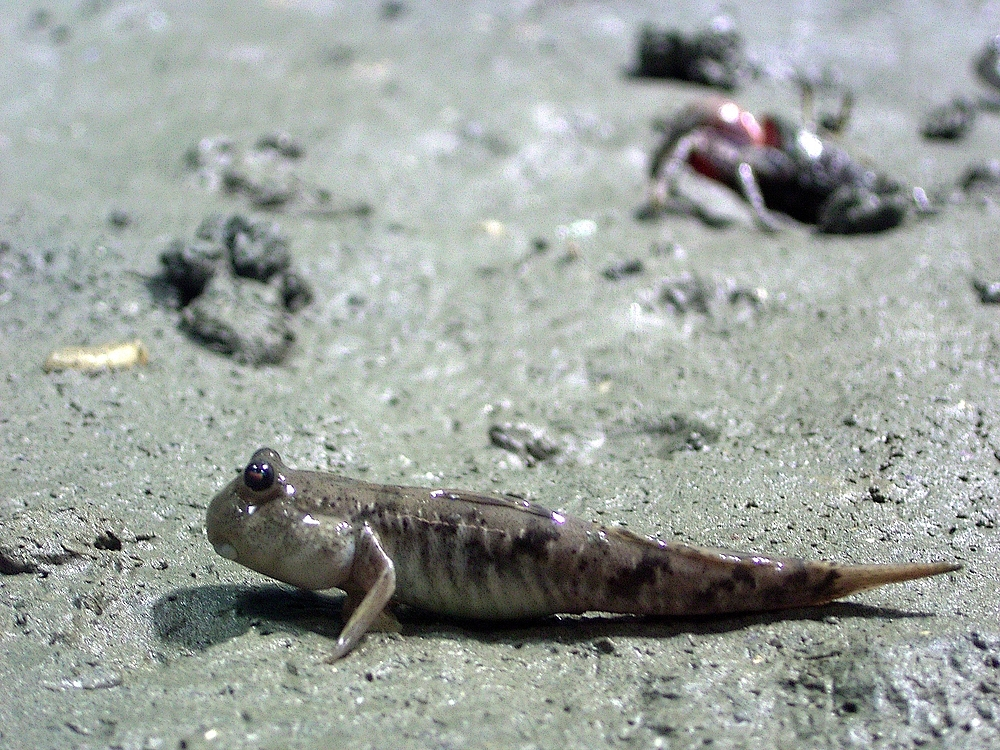
Periophthalmus modestus

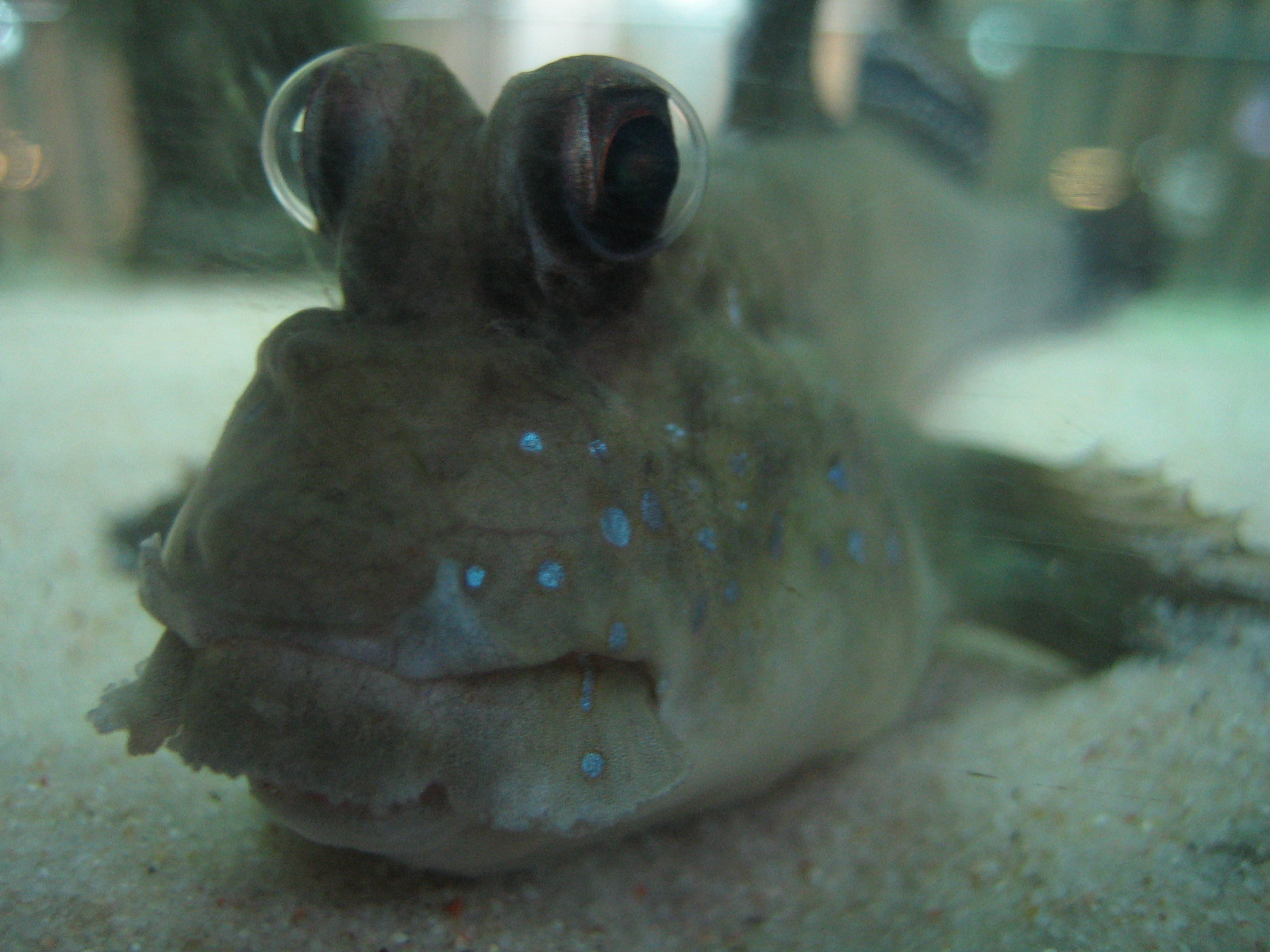
Periophthalmus sp.

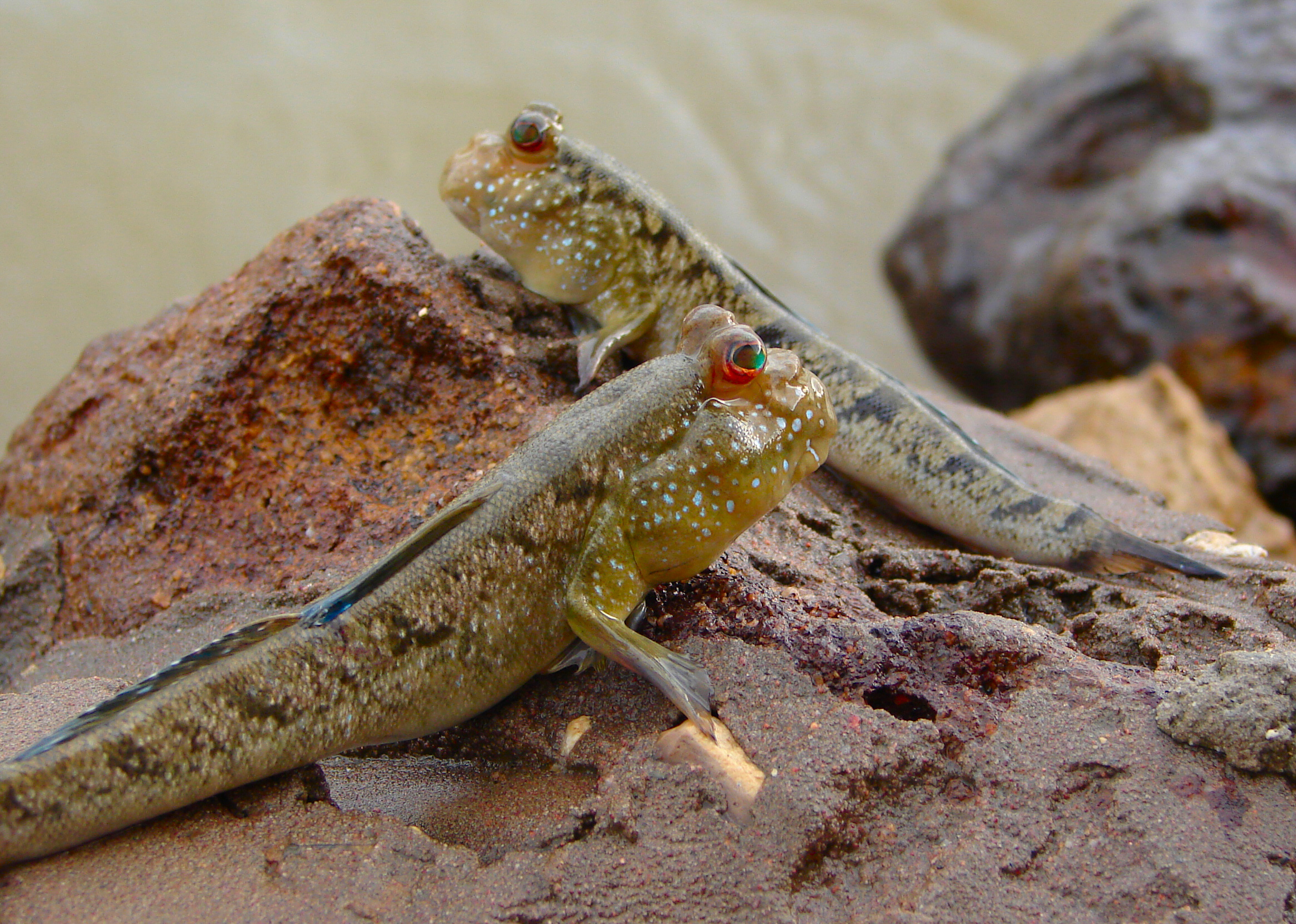
Periophthalmus sp. fotografiats a Gàmbia.

Periophthalmus és un gènere de peixos de la família dels gòbids i de l'ordre dels perciformes.

## Distribució geogràfica
Es troba als manglars de les costes africanes, a l'Índic i al Sud-est asiàtic.

## Taxonomia
- Periophthalmus argentilineatus (Valenciennes, 1837)
- Periophthalmus barbarus (Linnaeus, 1766)
- Periophthalmus chrysospilos (Bleeker, 1852)
- Periophthalmus darwini (Larson & Takita, 2004)[3]
- Periophthalmus gracilis (Eggert, 1935)
- Periophthalmus kalolo (Lesson, 1831)
- Periophthalmus magnuspinnatus (Lee, Choi & Ryu, 1995)
- Periophthalmus malaccensis (Eggert, 1935)
- Periophthalmus minutus (Eggert, 1935)
- Periophthalmus modestus (Cantor, 1842)
- Periophthalmus murdyi (Larson & Takita, 2004)[3]
- Periophthalmus novaeguineaensis (Eggert, 1935)
- Periophthalmus novemradiatus (Hamilton, 1822)
- Periophthalmus spilotus (Murdy & Takita, 1999)
- Periophthalmus takita (Jaafar & Larson, 2008)[4]
- Periophthalmus walailakae (Darumas & Tantichodok, 2002)[5]
- Periophthalmus waltoni (Koumans, 1941)
- Periophthalmus weberi (Eggert, 1935)[6][7][8][9][10][11]